# Suncor Energy Centre
Suncor Energy Center, chiamato precedentemente Petro-Canada Center, è un complesso edilizio costituito da due grattacielo utilizzato per ospitare uffici, situato a Calgary, Alberta, in Canada.

## Descrizione
Composto da due grattacieli di cui uno da 32 piani e alto 130 m e l'altro di 52 piani alto 215 m, il più alto è stato ed è stato l'edificio con la maggior altezza di Calgary dal 1984 fino a quando è stato  superato dal Bow costruito nel 2010.
Nel 2009 il complesso è stato acquisito dalla Suncor Energy, che ne ha cambiato il nome con quello attuale.